# مارینسکیی پوساد
شهر مارینسکی پوساد (به روسی: Мариинский Посад) در کشور روسیه و در جمهوری چواشستان واقع شده‌است.